# Perca flavescens
Perca flavescens is een straalvinnige vis uit de familie van de echte baarzen (Percidae). De vis kan maximaal 50 centimeter lang en 1910 gram zwaar worden. De hoogst geregistreerde leeftijd is 11 jaar. 

## Leefomgeving
De soort komt voor in zoet en brak water in gematigde wateren in het noorden van Noord-Amerika, zuidelijk tot South Carolina en westelijk tot Minnesota, op een diepte tot 56 meter.

## Relatie tot de mens
De vis is voor de visserij van aanzienlijk commercieel belang. In de hengelsport wordt er weinig op de vis gejaagd. Hij is bekend bij de hengelaars als een trage, goed eetbare vis. De soort kan worden bezichtigd in sommige openbare aquaria. Voor de mens is de soort ongevaarlijk.